# Hoplolabis (Parilisia) obtusirama
Hoplolabis (Parilisia) obtusirama is een tweevleugelige uit de familie steltmuggen (Limoniidae). De soort komt voor in het Palearctisch gebied.